# Шолен
Шолен (нім. Scholen) — громада в Німеччині, розташована в землі Нижня Саксонія. Входить до складу району Діпгольц. Складова частина об'єднання громад Шваферден.
Площа — 20,41 км2. Населення становить 770 ос. (станом на 31 грудня 2021).